# (20991) Jánkollár
(20991) Jánkollár – planetoida z pasa głównego asteroid okrążająca Słońce w ciągu 5 lat i 44 dni w średniej odległości 2,97 j.a. Została odkryta 28 listopada 1984 w obserwatorium astronomicznym w Piszkéstető przez Milana Antala. Nazwana planetoidy pochodzi od Jána Kollára (1793–1852), słowackiego poety. Przed jej nadaniem planetoida nosiła oznaczenie tymczasowe (20991) 1984 WX1.